# Kailash: A Journal of Himalayan Studies
Kailash: A Journal of Himalayan Studies (ISSN 0377-7499) — науковий журнал, виходить друком з 1973 року. Область інтересів сфокусовано на історії і антропології гімалайського регіону. Друкується на традиційному рисовому папері в Катманду, Непал, тому підписку обмежено і тільки провідні бібліотеки зберігають повні комплекти видання. Лише деякі статті представлено у форматі PDF або HTML.